# Centrale des travailleurs démocratique (Salvador)
La Central de Trabajadores Democráticos (CTD - Centrale des travailleurs démocratique) est une confédération syndicale salvadorienne fondée en 1980. Elle est affiliée à la Confédération syndicale internationale et à la Confédération syndicale des travailleurs et travailleuses des Amériques.